# Kollektív Biztonsági Szerződés Szervezete
A Kollektív Biztonsági Szerződés Szervezete (KBSZSZ; angolul: Collective Security Treaty Organization, CSTO; oroszul: Организация Договора о коллективной безопасности, Organyizacija Dogovora o kollektyivnoj bezopasznosztyi, ODKB) volt szovjet tagállamok részvételével alakult nemzetközi katonai szövetség. Szokás keleti-NATO néven is hivatkozni rá, a tagországok között fennálló kölcsönös védelmi garancia intézménye miatt. A szervezet előfutárának alapító okiratát 1992. május 15-én írta alá a Szovjetunió hat utódállama, Oroszország, Örményország, Kazahsztán, Kirgizisztán, Tádzsikisztán és Üzbegisztán. Ezen szerződést az aláírás helyéről szokás emlegetni Taskenti Paktumként vagy Taskenti Szerződésként is. 1994-es hatályba lépéssel ezen megállapodáshoz csatlakozott három másik FÁK-ország is, név szerint Azerbajdzsán, Fehéroroszország és Grúzia. Öt év elteltével az aláírók közül hat állam – Azerbajdzsán, Grúzia és Üzbegisztán kivételével mindenki – megállapodtak a fennálló szerződés 5 évre történő megújításáról. 2002-ben ezen hat ország megállapodott, hogy a fennálló együttműködést továbbfejlesztik, és létrehozták a Kollektív Biztonsági Szerződés Szervezetét.
Nyikolaj Borgyuzsa főtitkársága idején, 2006. június 23-án Üzbegisztán a KBSZSZ teljes jogú tagjává vált. Az üzbég tagságot az üzbég parlament 2008. március 28-án ratifikálta. 2012-ben azonban Üzbegisztán tagsága felfüggesztésre került. 2024. február 23-án Örményország bejelentette, hogy befagyasztja a tagságát, mivel úgy ítélték meg Hegyi-Karabah elvesztését követően, hogy már nem számíthatnak a szövetséges Oroszország segítségére.
A KBSZSZ alapokmánya megerősítette valamennyi résztvevő állam azon kívánságát, hogy amennyiben lehetséges, akkor a tagállamok kötelesek tartózkodni katonai erő használatától, illetve az azzal való fenyegetéstől. Az aláírók nem csatlakozhatnak más katonai szövetséghez vagy más nemzetközi integrációs államcsoportosuláshoz. Amennyiben az egyik tagországot külső agresszió éri, akkor az ellen köteles mindenki egységesen fellépni. A hatékony együttműködés érdekében a KBSZSZ évente hadgyakorlatot tart a tagországok közös részvételével, hogy lehetőséget kapjanak a szervezetek közötti együttműködés javítására. A "Rubezs 2008" elnevezésű hadgyakorlatot Örményországban tartották, ahol a hét tagországból összesen nagyjából 4000 katona vett részt. Ezen hadgyakorlaton operatív, stratégiai és taktikai kiképzést is folytattak, különös tekintettel a KBSZSZ-partnerség kollektív biztonsági elemének hatékonyságának javítására. Az eddigi legnagyobb ilyen gyakorlatokat 2011-ben Dél-Oroszországban és Közép-Ázsiában tartották meg, ahol több, mint 10 000 katona és 70 harci repülőgép volt jelen. Ahhoz, hogy egy harmadik ország katonai támaszpontot üzemeltethessen a KBSZSZ valamely tagországában, ahhoz a szervezet valamennyi tagjának konszenzusos hozzájárulása szükséges.

## A szervezet működése

### Szervezeti felépítés
A KBSZSZ legfőbb szerve a Kollektív Biztonsági Tanács, melynek vezetése „rotációs elnökségi elv” alapján működik, melynek értelmében minden évben más és más tagállam tölti be ezen szerepet. A szervezet félévente tart csúcstalálkozót a tagországok képviselői, különféle szakértők és egyéb meghívottak bevonásával. Ezen kívül létezik még a Védelmi Miniszterek Tanácsa, amely katonai-műszaki és védelmi kérdésekben, Külügyminiszterek Tanácsa, mely külpolitikában lát el konzultatív feladatokat. Ezek koordinációjáért pedig az Állandó Tanács felelős. A szervezet számára fontos ügyeket közösen a  Parlamenti Közgyűlés előtt tárgyalják meg, a szervezet arcának reprezentációs szerepét pedig maga a főtitkár látja el.

### Nemzetközi kapcsolatok
2002-ben megalakult a NATO–Oroszország Tanács, az együttműködés mélyítésének okát az USA-t érő 2001-es terrortámadásban találhatjuk, melynek következtében az amerikaiak máshogy kezdték megítélni az oroszoknak a két csecsen háborúban tanúsított magatartását.
A KBSZSZ azóta megfigyelői státusszal rendelkezik az Egyesült Nemzetek Közgyűlésén és együttműködik az ENSZ Antiterrorista Bizottságával, az Európai Biztonsági és Együttműködési Szervezettel (EBESZ), az Európai Unióval.

## Politikai program
Bár az együttműködés alapvetően klasszikus hadászati védelmi együttműködésnek indult, azonban az idő múlásával mind a világban, mind a szervezeten belül újabb és újabb szegmensekben vált értelmezhetővé a védelmi együttműködés.

### Információtechnológia és kiberbiztonság
2017-ben a tagországok intézkedéseket fogadtak el a kiberbiztonsági és információtechnológiai bűncselekmények elleni küzdelem érdekében a Minszkben tartott Külügyminiszteri Tanács ülésén. Kajrat Abdrahmanov kazah külügyminiszter javaslatot tett egy közös kiberbiztonsági rendszer létrehozására.

### Biológiai védelem
2020. májusában Szergej Lavrov orosz külügyminiszter inspirálódva az ekkor zajló koronavírus járványra felvetette a KBSZSZ keretein belüli biológiai védelmi együttműködés szükségességét is.

## Története

### Megalakulása

A Szovjetunió utódállamai között fennálló főbb intézményi kapcsolatok. GUAM – Szervezet a Demokráciáért és Gazdasági Fejlődésért, Független Államok Közössége, Eurázsiai Gazdasági Unió, FÁKSZÖ – FÁK Szabadkereskedelmi Övezete, Eurázsiai Gazdasági Unió, Szövetségi Állam – Oroszország és Fehéroroszország, Balti Közgyűlés, Közösség a Demokráciáért és a Nemzetek Jogaiért, Kollektív Biztonsági Szerződés Szervezete

A volt szovjet befolyási övezetbe tartózó közép-európai államokban bekövetkezett rendszerváltások után a szovjet vezetés és személyesen Gorbacsov bízott abban, hogy a Szovjetunió eszméje és a kommunista párt vezető szerepe még átmenthető lesz az új korszakba is. Ezen elképzelés szerte foszlott az 1991 nyarán végbement sikertelen puccskísérlet után, mivel a politikai egység is nyíltan megbomlott. Nem sokkal ezután a tagköztársaságok sorra váltak ki ezzel pedig végkép ellehetetlenült a Szuverén Államok Uniójának tervezete, mely szerint  az addigi szszk-k a korábbi autonómia helyett szuverén államokként működtek volna tovább, de mindezt egy Moszkva központú föderáció és a közös védelmi és biztonsági határok megtartásának keretével.
1991. február 25-én Budapesten aláírták a Varsói Szerződést az év április 1-jével megszüntető dokumentumot. A széthullás után erős bizonytalanság és hatalmi vákuum jellemezte a térséget. Biztonságpolitikai szempontból jelentős kihívást okozott, hogy minden új tagállamnak létre kellett, hogy hozza a saját hadseregét, illetve történelmi és új konfliktusok is éleződtek az új államok között. Érdekes helyzetet teremtett az is, hogy messze az Orosz Föderáció maradt a legerősebb katonai hatalom a térségben, akinek a széthullás után is sok katonai támaszpontja maradt az utódállamokban.
A hidegháború befejeztével a NATO bár elvileg szükségtelenné válhatott volna, azonban mégis továbbra is fennmaradt. A NATO megmaradt és bár a posztszovjet térség államai nyitottak lettek volna a nyugati partnerekre, a nyugat ekkor azonban még távol maradt a térség konfliktusaitól. Mindez, vagyis a posztszovjet térségben meglévő hatalmi vákuum és a NATO fennmaradása arra ösztönözte az érintett államokat, hogy saját védelmüket önálló, új katonai szövetség alapján biztosítsák.
A KBSZSZ a Független Államok Nemzetközösségének keretéből fejlődött ki, és közvetlen előzményének a FÁK 1992. május 15-én aláírt kollektív biztonsági szerződése, vagyis a Taskenti Szerződés tekinthető. A Taskenti Szerződés aláírói között megtalálható Örményország, Kazahsztán, Kirgizisztán, az Orosz Föderáció, Tádzsikisztán és Üzbegisztán, ehhez utólag csatlakozott Azerbajdzsán 1993. szeptember 24-én, Grúzia 1993. december 9-én és Fehéroroszország 1993. december 31-én. A szerződés 1994. április 20-án lépett hatályba.
A taskenti szerződés eredetileg 5 évre szólt volna, mely további 5 évvel volt meghosszabbítható. 1999. április 2-án hat állam meghosszabbítás mellett döntött, Azerbajdzsán, Grúzia és Üzbegisztán megtagadta az aláírást, és helyette visszavonult a szerződéstől. A hosszabbító tagországok együttműködésük továbbfejlesztése érdekében a korábbi szerződést egy szervezetté kívánták alakítani, mely 2002. október 7-én történt meg a moldovai Kisinyovban. Ennek következtében alakult meg a Kollektív Biztonsági Szerződés Szervezete.
Ezzel egy időben Üzbegisztán csatlakozott a GUAM-csoporthoz, amelyet 1997-ben alapított Grúzia, Ukrajna, Azerbajdzsán és Moldova, és amellyel úgy tűnt, hogy ellensúlyozni kívánják az orosz befolyást a térségben. Üzbegisztán később, 2005-ben kilépett a GUAM-ból, és 2006-ban csatlakozott a közben Kollektív Biztonsági Szerződés Szervezetté fejlődött szervezethez, hogy szorosabb kapcsolatokat keressen Oroszországgal. Végül azonban 2012. június 28-án Üzbegisztán felfüggesztette a szervezetben való tagságát.

### Fejlemények
2005 folyamán a KBSZSZ-tagországok közös hadgyakorlatot tartottak.
2007 júniusában Kirgizisztán vállalta a KBSZSZ rotációs elnökségét.
2007 októberében a Kollektív Biztonsági Szerződés Szervezete együttműködési megállapodást írt alá a Dusanbe tádzsik fővárosában, a Sanghaji Együttműködési Szervezettel a tázsik fővárosban, Dusanbéban. Az együttműködés kiterjedt a biztonságpolitika, a bűnözésmegelőzés és a kábítószer-kereskedelem területére.
2007. október 6-án a KBSZSZ tagjai beleegyeztek a szervezet jelentős bővítésébe, amely létrehozna egy KBSZSZ-békefenntartó haderőt, amelyet ENSZ-mandátum alapján telepíthetnék az arra szükséges területekre. A bővítés lehetővé tenné minden tag számára, hogy orosz fegyvereket vásároljon ugyanolyan áron, mint Oroszország.
2008. augusztus 29-én Oroszország a KBSZSZ-nél kérvényezte Abházia és Dél-Oszétia függetlenségének elismerését. Három nappal korábban, augusztus 26-án, Oroszország elismerte a Grúziából kiváló Abházia és Dél-Oszétia régiók függetlenségét.
Örményország 2008. szeptember 5-én vette át a KBSZSZ elnökségét a Moszkvában tartott KBSZSZ-ülésen.
2009-ben Fehéroroszország bojkottálta a KBSZSZ-csúcsot az Oroszországgal folytatott tejháború okán.

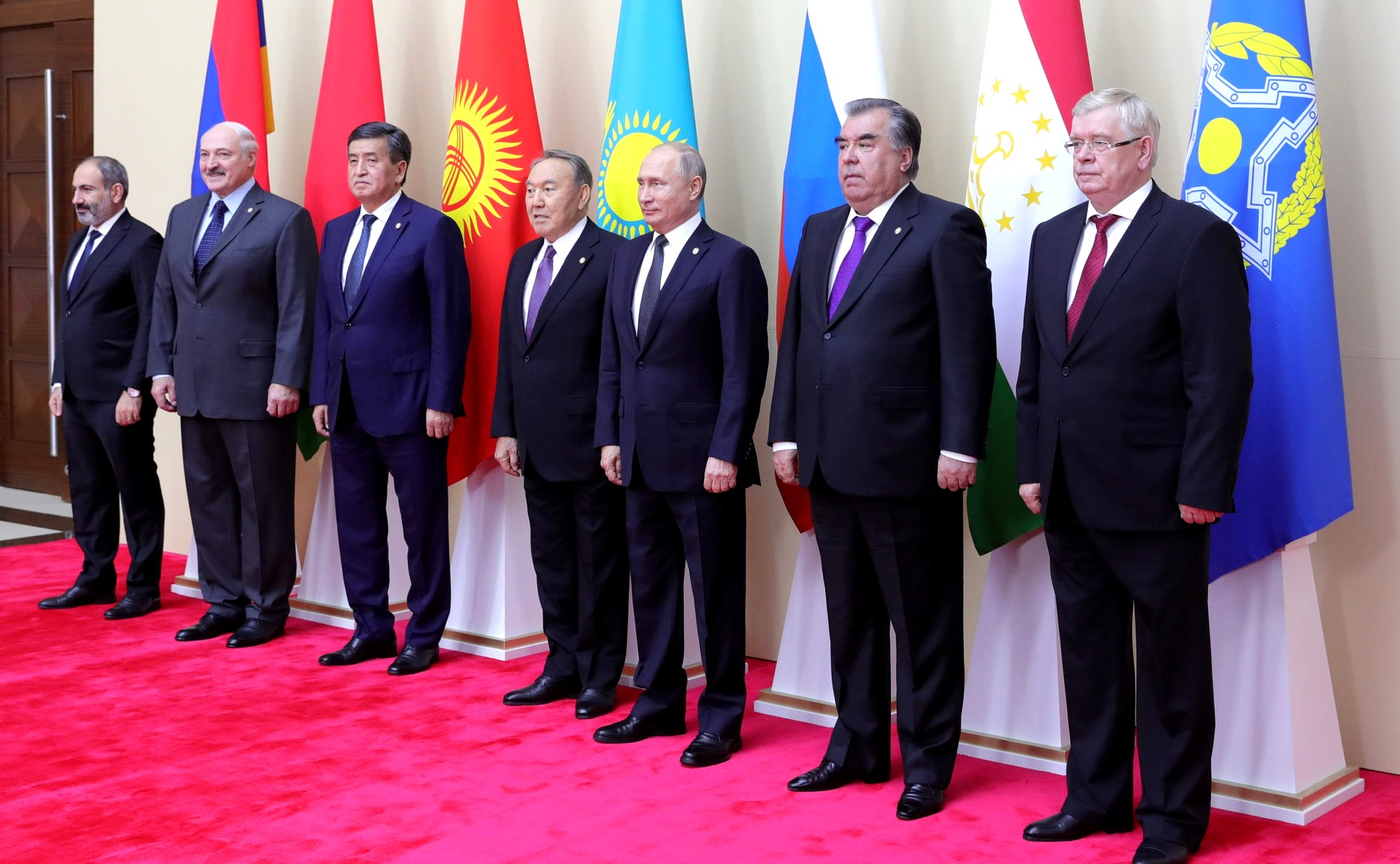
KBSZSZ-ülés, Nur-Szultan, Kazahsztán, 2018. november 8.

2010. december 10-én a tagállamok jóváhagyták a KBSZSZ békefenntartó erőinek létrehozásáról szóló nyilatkozatot.
2011. december 21-től a szerződésben részes felek kölcsönösen vétójoggal rendelkeznek a tagországok területén potenciálisan létesülő új külföldi katonai bázisokat illetően. Ebben az évben vette át Kazahsztán Fehéroroszországtól a KBSZSZ rotációs elnökségét.
2014 augusztusában Örményország, Fehéroroszország, Kazahsztán, Kirgizisztán, Oroszország és Tádzsikisztán 3000 katonája vett részt a pszichológiai és kiberharc fókuszú hadgyakorlatokon Kazahsztánban a KBSZSZ által irányított hadgyakorlaton.
2015. március 19-én a KBSZSZ főtitkára, Nyikolaj Borgyuzsa felajánlotta, hogy a KBSZSZ békefenntartó missziót küld Kelet-Ukrajnába. „A KBSZSZ rendelkezik békefenntartó képességgel. Békefenntartóink folyamatosan részt vesznek a megfelelő képzésen. Ha az Egyesült Nemzetek Szervezete ennek megfelelő döntést hoz, készen állunk békefenntartó egységek biztosítására.”
2020. július 12-én Azerbajdzsánban Tovuzi járásban konfliktus robbant ki Örményország és Azerbajdzsán között, melyben gyorsan mindkét fél drónokat és nehézfegyverzetet is bevetett. A konfliktus fő veszélyforrását a két fél szövetségesei adják: Azerbajdzsán szoros szövetségese a NATO-tag Törökország (a NATO második legnagyobb hadseregével) és Örményország – mely maga is KBSZSZ-tag – szövetségese Oroszország, vagyis a konfliktus esetében fennáll a veszélye annak, hogy a konfliktus kiszélesedjen és a két katonai tömb konfliktusává váljon.
Az afganisztáni események és a tálib hatalomátvétel miatt a tagországok vezetői 2021. augusztus 23-án rendkívüli csúcsértekezletet tartottak Dusanbéban. Ezt szeptember 16-án a tagországok külügy- és hadügyminisztereinek találkozója követte.

## Tagállamok

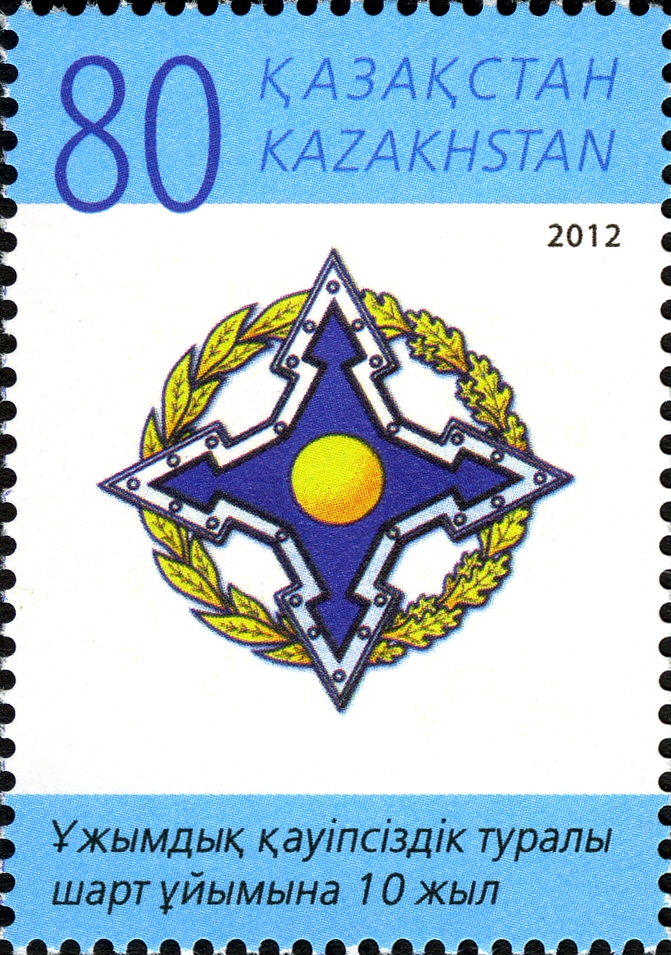
Kazah bélyeg, 2012

### A Kollektív Biztonsági Szerződés Szervezete tagországai
| Ország           | Tagság     | A belépés éve |
| ---------------- | ---------- | ------------- |
| Örményország     | teljes tag | 1994          |
| Fehéroroszország | teljes tag | 1994          |
| Kazahsztán       | teljes tag | 1994          |
| Kirgizisztán     | teljes tag | 1994          |
| Oroszország      | teljes tag | 1994          |
| Tádzsikisztán    | teljes tag | 1994          |

### Lehetséges jövőbeli tagok
2007 májusában Nyikolaj Borgyuzsa, a KBSZSZ akkori főtitkára azt javasolta, hogy Irán csatlakozhasson a KBSZSZ-hez: "A KBSZSZ nyitott szervezet. Ha Irán a chartánkkal összhangban jelentkezik, meggondoljuk a kérelmének elfogadását." Ha Irán csatlakozna, az lehetne az első olyan tagállam, mely nem képezte részét korábban a Szovjetuniónak, egyúttal pedig csökkenne a KBSZSZ-ben jelenleg fennálló orosz dominancia.
A Szerb Köztársaság és az Afganisztáni Iszlám Köztársaság rendelkezik jelenleg megfigyelői státusszal a KBSZSZ-ben. 2019-es adatok alapján nem várható, hogy Szerbia a közeli jövőben csatlakozna, mivel ezáltal feladná a katonai semlegességét, amelyet a lakosság 70%-a támogat.

### A Kollektív Biztonsági Szerződés Szervezetében megfigyelői státusszal rendelkező államok
| Ország      | Tagság              | A belépés éve |
| ----------- | ------------------- | ------------- |
| Afganisztán | megfigyelői státusz | 2013          |
| Szerbia     | megfigyelői státusz | 2013          |

### A Kollektív Biztonsági Szerződés Szervezete volt tagországai
| Ország       | Tagság        | A belépés éve                            | A visszavonás éve                        |
| ------------ | ------------- | ---------------------------------------- | ---------------------------------------- |
| Azerbajdzsán | volt tagállam | 1994                                     | 1999                                     |
| Grúzia       | volt tagállam | 1994                                     | 1999                                     |
| Üzbegisztán  | volt tagállam | 1994 (először) 2006 (második alkalommal) | 1999 (először) 2012 (második alkalommal) |

## Közös gyors reagálású alakulat
2009. február 4-én az együttműködés hét tagjából öt tagország megállapodott egy közös gyors reagálású alakulat létrehozásáról (oroszul: Коллекти́вные си́лы операти́вного реаги́рования – КСОР). A részletek kidolgozását még ez év nyarán, június 14-én befejezték, mely alapján az erők célja az agresszív katonai fellépések visszaszorítása, terroristaellenes műveletek végrehajtása, illetve a nemzetközi bűnözés és a kábítószer-kereskedelem elleni küzdelem, valamint a természeti katasztrófák következtében felmerülő problémák elhárítása. Fehéroroszország és Üzbegisztán kezdetben tartózkodott a megállapodás aláírásától, Fehéroroszország az Oroszországgal folytatott kereskedelmi vita miatt, míg Üzbegisztánnak kételyei adódtak az alakulattal kapcsolatosan. Fehéroroszország a következő év októberében végül aláírta a megállapodást, Üzbegisztán azonban azóta is tartózkodik tőle. Orosz források alapján annak ellenére, hogy Üzbegisztán nem ratifikálta az egyezményt, így nem állandó tagja a közös gyors reagálású alakulatnak, azonban lehetséges, hogy eseti alapokon delegálhat erőket.
2009. augusztus 3-án Üzbegisztán külügyminisztériuma bírálta azon terveket, amelyek alapján Oroszország Dél-Kirgizisztánban kívánt katonai bázisokat létrehozni a KBSZSZ gyors reagálású alakulata számára: „Az ilyen jellegű projektek végrehajtása olyan összetett és kiszámíthatatlan területeken, mint az ahol a három közép-ázsiai köztársaság határai közvetlenül egybeesnek, lendületet adhat további militarizációs folyamatoknak, és mindenféle nacionalista konfrontációhoz vezethet. […] Ezen kívül ez oly radikális szélsőséges erők megjelenéséhez is vezethet, amelyek súlyos destabilizációt eredményezhetnek az egész régióban.”

## A kirgiz krízis

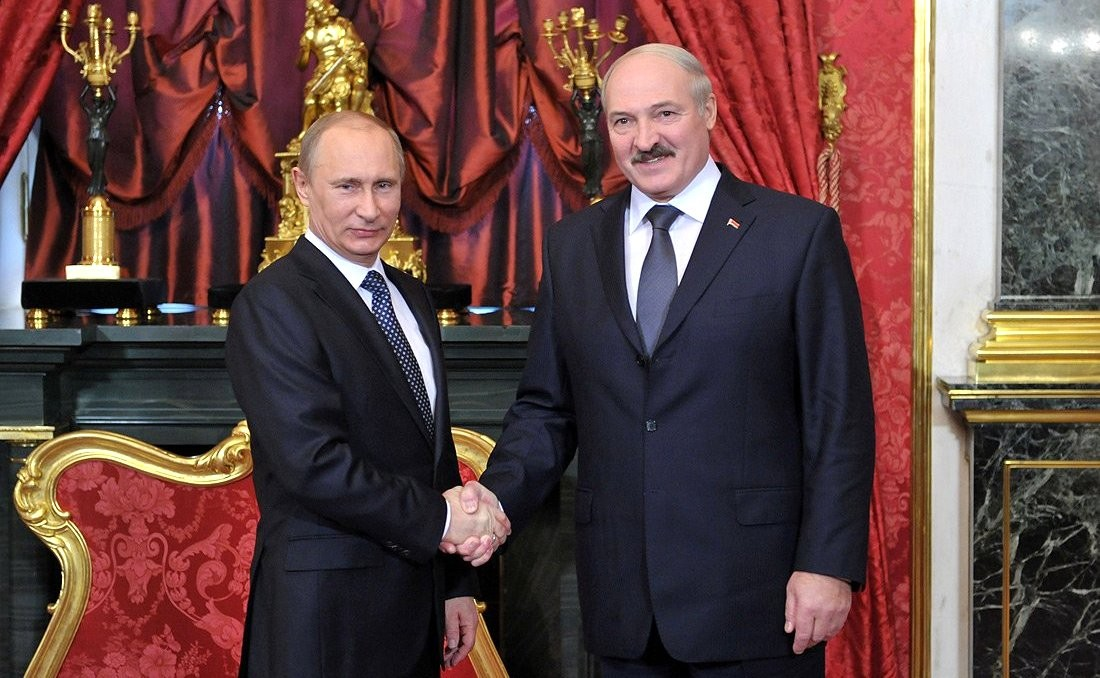
Vlagyimir Putyin és Aljakszandr Lukasenka a KBSZSZ Közös Biztonsági Tanácsának ülésén, Kreml, Moszkva, 2012.12.19.

A 2010-ben Kirgizisztánban kirobbant zavargások okán Kurmanbek Bakijev kirgiz elnök 2010 áprilisában menedékjogot kapott Fehéroroszországban. Ezek után a fehérorosz elnök, Alekszandr Lukasenka kétségét fejezte ki a KBSZSZ jövőjéről, mivel az nem tudta megakadályozni Bakijev megbuktatását, és kijelentette: 
„Milyen szervezet ez, ha valamelyik tagállamunkban vérontás és alkotmányellenes államcsíny történik és erre a szervezet csendben marad?”
 Lukasenka korábban azzal vádolta Oroszországot, hogy Fehéroroszországot gazdasági szankciókkal bünteti, amiért Lukasenka elutasította Abházia és Dél-Oszétia függetlenségének elismerését: 
„A gazdaság a közös biztonságunk alapjaként szolgál. De ha Fehéroroszország legközelebbi KBSZSZ-szövetségese megpróbálja ... elpusztítani ezt az alapot, ezzel együtt de facto térdre kényszeríti a fehéroroszokat, hogyan beszélhetünk a kollektív biztonság megerősítéséről a KBSZSZ térségében?” 
Miután megtagadta a KBSZSZ-csúcstalálkozón való részvételét 2009-ben, Lukasenka azt mondta: 
„Miért harcolnának embereim Kazahsztánban? Anyák kérdezhetnék tőlem, miért küldöm a fiaikat harcolni oly messze Fehéroroszországból. Miért? Az egységes energiapiacért? Nem attól függ az élet. Nem!”
A 2010-es ukrajnai látogatása során Dmitrij Medvegyev olcsó földgázárakat ígért Ukrajnának a krími Szevasztopolban lévő katonai kikötő bérleti szerződésének meghosszabbításáért. Nem sokkal ezután Dmitrij Medvegyev orosz elnöktől megkérdezték, hogy Fehéroroszország várhat-e hasonló ajánlatot, amelyre ő azt válaszolta, hogy:
„A valódi partnerség egy dolog, a szándéknyilatkozat egy másik. Megállapodásra jutni, komolyan dolgozni, félúton találkozni egymással, segíteni egymásnak egy dolog, állandó lakóhelyet biztosítani azon emberek számára, akik elvesztették a munkahelyüket, az egy másik.”
A fehérorosz elnök ezután felhívta a figyelmet arra, hogy Oroszország két katonai bázist tart fenn Fehéroroszországban ingyen, illetve, hogy korábban Moszkva is menedékként szolgált leváltott rezsimek számára (pl. Vlagyimir Putyin volt orosz elnök Aszkar Akajev Oroszországba irányuló meghívására, miután a 2005-ös tulipános forradalom idején elkergették), és hogy Oroszország valójában azt nehezményezi, hogy Bakijev Minszkbe és nem Moszkvába került. A következő hónapban Medvegyev arra utasította az oroszországi Gazprom vezérigazgatóját, hogy csökkentse a Fehéroroszországba irányuló gázellátást. Ezt követően a Gazprom által tulajdonolt orosz NTV televíziós csatorna dokumentumfilmet készített, amelyben Lukasenkót és Bakijevet hasonlították össze. Majd az orosz elnök külpolitikai tanácsadója, Szergej Prikhodko azzal fenyegetett, hogy közzéteszik az egyik KBSZSZ-ülés jegyzőkönyvét, amelyben Lukasenka említette, hogy kormánya elismerné az Abházia és Dél-Oszétia függetlenségét.

2010 júniusában etnikai összecsapások robbantak ki a kirgiz és az üzbég etnikumok között Dél-Kirgizisztánban. Az ideiglenes kirgiz elnök, Roza Otunbajeva orosz csapatok segítségét kérte a zavargások elfojtásához. Kurmanbek Bakijev tagadta azon vádakat, hogy támogatói álltak volna az etnikai zavargások szítása mögött, és kérte KBSZSZ-től, hogy avatkozzon be. Aszkar Akajev ugyancsak felszólította a KBSZSZ-t, hogy küldjön csapatokat, mivel: 
„Jelenleg elsődleges feladatunk az, hogy eloltsuk az ellenséges lángokat. Nagyon valószínű, hogy ehhez szükségünk lesz a KBSZSZ békefenntartóira.” 
Dmitrij Medvegyev orosz elnök kijelentette, hogy „csak egy idegen intervenció, illetve hatalomátvételi kísérlet esete tekinthető a KBSZSZ elleni támadásnak" és, hogy „Kirgizisztán minden problémája belső eredetű”, míg Nyikolaj Borgyuzsa, a KBSZSZ főtitkára az erőszakot „szimpla belügynek” nevezte. Később azonban Borgyuzsa elismerte, hogy a KBSZSZ reakciója nem volt megfelelő, és azt állította, hogy a „külföldi zsoldosok” provokálták a kirgizek üzbég kisebbség ellen irányuló atrocitásait.

2010. július 21-én Roza Otunbajeva ideiglenes kirgiz elnök kérte a KBSZSZ rendfenntartó egységeinek bevetését Kirgizisztán déli részén, mondván, hogy: „Véleményem szerint fontos a KBSZSZ rendfenntartó erőinek bevetése, amíg mi magunk nem tudjuk garantálni az emberek jogbiztonságát”, de hozzátette: 
„Nem keresem a KBSZSZ ölelését, és nem érzem úgy, hogy azért hoznám őket ide, hogy maradjanak, de máskülönben a vérengzés folytatódni fog”. 
Csak hetekkel később az Otubajeva ideiglenes kirgiz kormányának elnökhelyettese emelt panaszt, amely szerint figyelmen kívül hagyták a KBSZSZ segítségére irányuló felhívásukat. A KBSZSZ nem tudott megállapodni Kirgizisztán katonai segítségnyújtásáról az örményországi Jerevánban tartott ülésen, amelyen többek között Roza Otunbajeva és Aljakszandr Lukasenka is részt vett.
2021. április 28-án ismét kiújult a konfliktus a két ország között. A cselekményhez vezető okok vitatottak, de a egyes feltételezések szerint egy régi vízvitához köthetőek. 2021. május 3-án mindkét ország befejezte a csapatok kivonását a határról és 2021. május 18-án mindkét ország tisztviselői bejelentették, hogy megállapodtak a vitatott határ mentén történő közös biztonsági ellenőrzésről.
2022. január 27-én összecsapások kiújultak a két ország között, mely után az incidens napján Sztanyiszlav Zasz, KBSZSZ főtitkára az telefonon egyeztetett a tádzsik és a kirgiz Biztonsági Tanács főtitkárával. Zasz komoly aggodalmának adott hangot az újabb határincidens miatt, és haladéktalanul le kell állítani a fegyveres konfrontációt. Leszögezte: a konfliktust kizárólag békés eszközökkel, tárgyalásos úton lehet megoldani, illetve felajánlotta a KBSZSZ segítségét.
Kirgizisztán és Tádzsikisztán között 2022. szeptember 14-én robbantak ki jelentős összecsapások, amely utána a KBSZSZ főtitkára az telefonon egyeztetett a tádzsik és a kirgiz Biztonsági Tanács főtitkárával. A megbeszélések során a felek kifejezték, hogy azonnali tűzszünetet kell kötni, és a kialakult helyzetről az illetékes hatóságokon keresztül egyeztetni kell a konfliktus békés megoldása érdekében.

## Katonai személyzet
A következő lista a "Katonai egyensúly" 2018. évi kiadásából származik, amelyet a Nemzetközi Stratégiai Tanulmányok Intézete évente tesz közzé.
| Ország           | Aktív katonai erő | Tartalékos haderő | Félkatonai egységek | Haderő összesen | 1000 főre jutó haderő (összesen) | 1000 főre jutó haderő (aktív) |
| ---------------- | ----------------- | ----------------- | ------------------- | --------------- | -------------------------------- | ----------------------------- |
| Örményország     | 44 800            | 210 000           | 4 300               | 259 100         | 85,1                             | 14,7                          |
| Fehéroroszország | 45 350            | 289 500           | 110 000             | 444 850         | 46,6                             | 4,7                           |
| Kazahsztán       | 39 000            | 0                 | 31 500              | 70 500          | 3,8                              | 2,1                           |
| Kirgizisztán     | 10 900            | 0                 | 9 500               | 20 400          | 3,5                              | 1,9                           |
| Oroszország      | 900 000           | 2 000 000         | 554 000             | 3 454 000       | 24,3                             | 6,3                           |
| Tádzsikisztán    | 8 800             | 0                 | 7 500               | 16 300          | 1,9                              | 1                             |

## KBSZSZ-NATO összehasonlítás
A KBSZSZt gyakran említik keleti-NATO néven lévén, hogy alapítóokmányában érzékelhető a NATO-hatás. Ennek ellenére a két szervezet jelentős különbségeket mutat, melyeket így jellemzett 2013-ban Lipusz Éva:

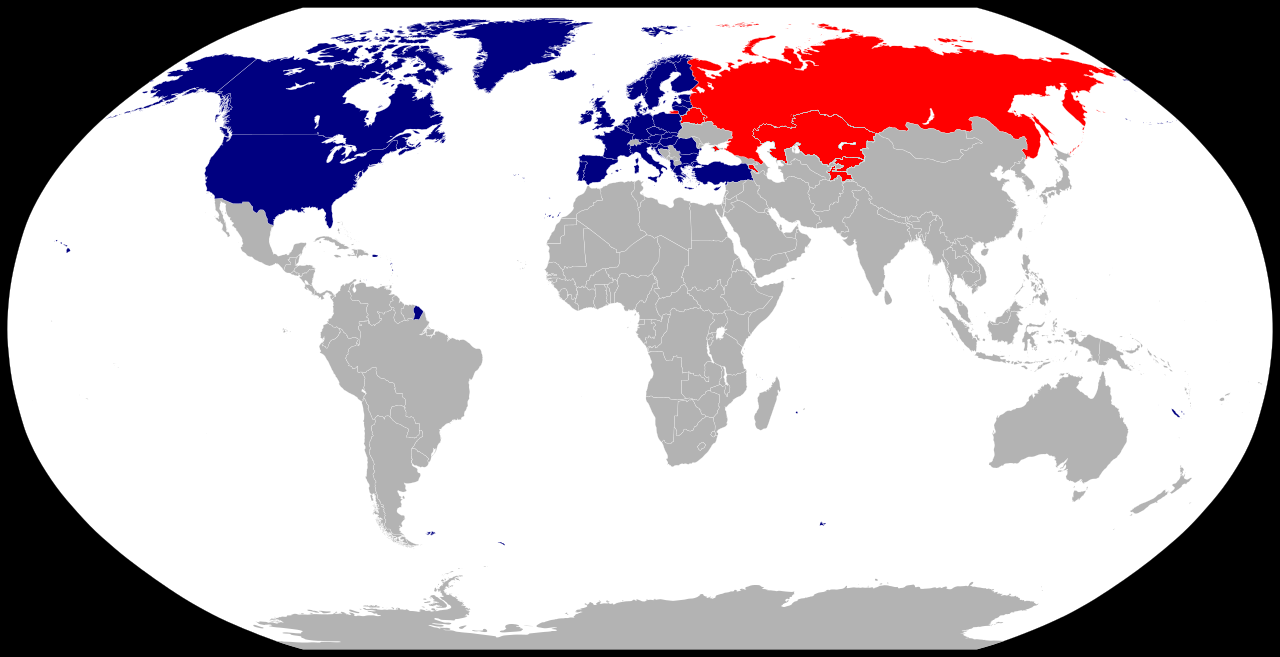
A NATO (kék) és a KBSZSZ (piros) országok a térképen

Bár sokszor emlegetik a Kollektív Biztonsági Szerződés Szervezetét a NATO ellenfeleként, alapvetően értelmetlen összehasonlítani a hat évtizede létező és folyamatosan fejlődő NATO-val egy, még javában formálódó intézményrendszert.
A NATO-t jellemző, egyenlő felek közötti belső viták, fejlődési folyamatok olykor gátolják a gyors válaszokat − ezzel ellentétben a KBSZSZ-en belüli orosz dominancia képes olyan meggyőző erővel hatni a szervezet működésére, amely lehetővé teszi a rugalmasságot és a közös védelmi feladatok teljesítését.
A Kollektív Biztonsági Szerződés Szervezete csak az utóbbi években kezd jelentősebb tényezővé válni a nemzetközi közösség életében. Ennek ellenére érdemes komolyan venni, mert fontos szerepet játszhat a jövőben  a posztszovjet régió belső konfliktusainak kezelésétől, az Iránhoz és Észak-Koreához fűződő feszült viszonyban való közreműködésen át, a NATO szövetségesi erők 2014-es afganisztáni kivonulása után a térség stabilizálásáig egyaránt.

## Fordítás
Ez a szócikk részben vagy egészben  a   Collective Security Treaty Organization című angol Wikipédia-szócikk ezen változatának fordításán alapul.  Az eredeti cikk szerkesztőit annak laptörténete sorolja fel. Ez a jelzés csupán a megfogalmazás eredetét és a szerzői jogokat jelzi, nem szolgál a cikkben szereplő információk forrásmegjelöléseként.